# Ōi (Kanagawa)
Pour les articles homonymes, voir OI.
Ōi (大井町, Ōi-machi) est un bourg du district d'Ashigarakami, dans la préfecture de Kanagawa, au Japon.

## Géographie

### Démographie
Au 1er novembre 2013, la population d'Ōi s'élevait à 17 371 habitants répartis sur une superficie de 14,41 km2.